# Promethes melanaspis
Promethes melanaspis är en stekelart som först beskrevs av Thomson 1890.  Promethes melanaspis ingår i släktet Promethes och familjen brokparasitsteklar. Arten är reproducerande i Sverige. Utöver nominatformen finns också underarten P. m. daschi.